# Bupronotum zhuangarum
Bupronotum zhuangarum is een vliesvleugelig insect uit de familie Pteromalidae. De wetenschappelijke naam is voor het eerst geldig gepubliceerd in 2001 door Xiao & Huang.